# Casa del Congreso de Angostura
La Casa del Congreso de Angostura, también llamada Palacio de Angostura, es un edificio histórico ubicado en el lado occidental de la plaza Bolívar de Ciudad Bolívar, Estado Bolívar (Venezuela).
Ocupa un área de 2150 metros cuadrados, la mitad de la cual está ocupada por un edificio de dos plantas y el resto por dos jardines escalonados encerrados por grandes muros que se funden con la fachada de la estructura, siguiendo la costumbre colonial. En una de sus esquinas se puede hallar un cañón de hierro, de 1.5 m de largo, que se cree fue traído por los soldados del Fuerte Santa Fe.

## Historia

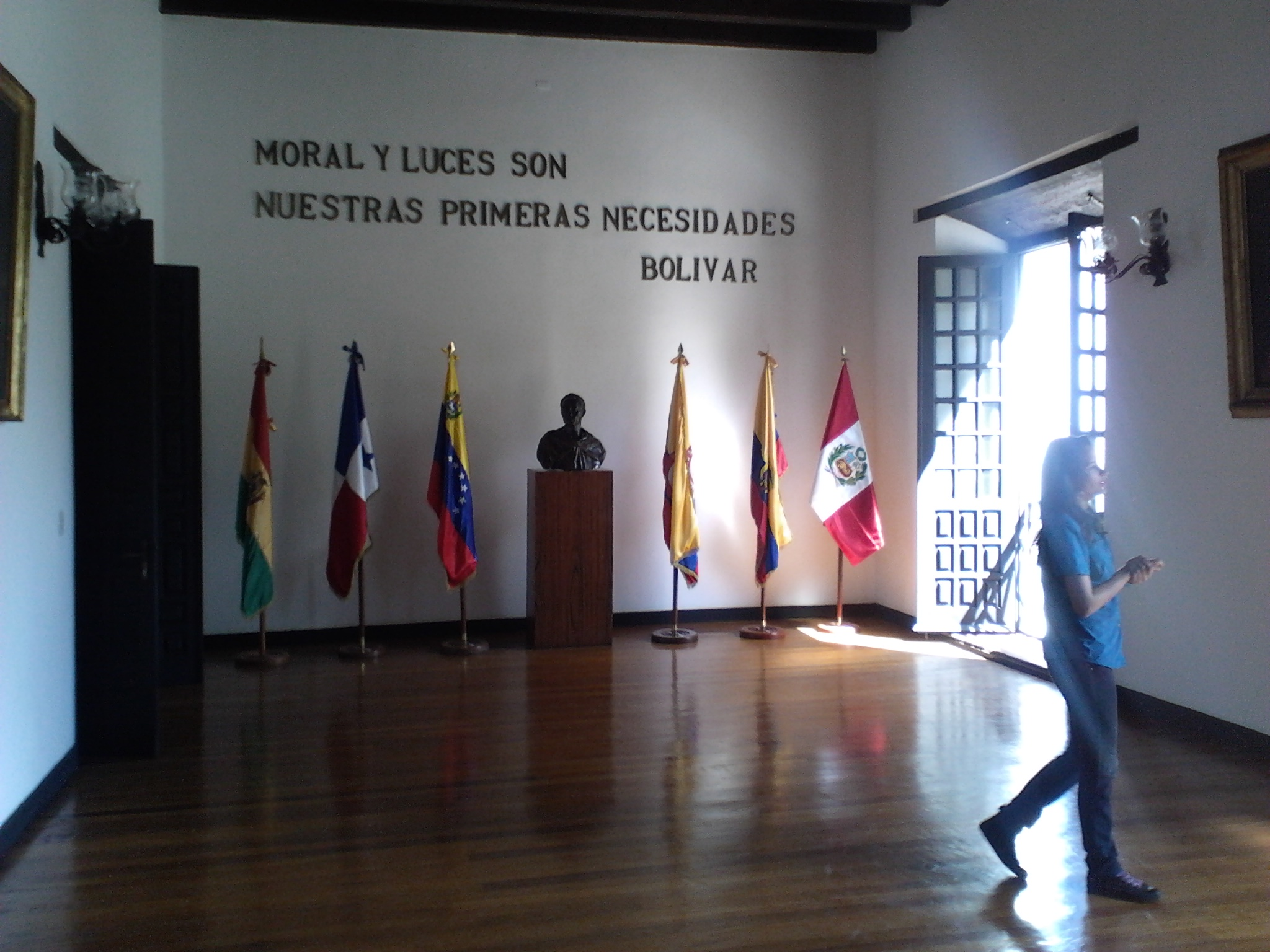
Salón principal de la Casa del Congreso de Angostura.

Fue construido por el gobernador de la provincia de Guayana, Manuel Centurión Guerrero de Torren, entre 1766 y 1777 para ser sede del "Colegio de Latinidad y Letras". 
En 1817 fue el escenario del Congreso de Angostura, congreso constituyente donde Simón Bolívar pronunció el Discurso de Angostura, su más famoso discurso contentivo de su análisis de la situación política del país para ese entonces y sus aspiraciones sobre un proyecto constitucionalista. A esta fecha simbólica se suma además el hecho de que desde uno de sus balcones, según relatos del propio Simón Bolívar, observó el fusilamiento del General en Jefe Manuel Piar.
Además, en este edificio se editó durante un tiempo el periódico "Correo del Orinoco". A finales del siglo XIX comenzó a funcionar el "Colegio Federal Guayana".

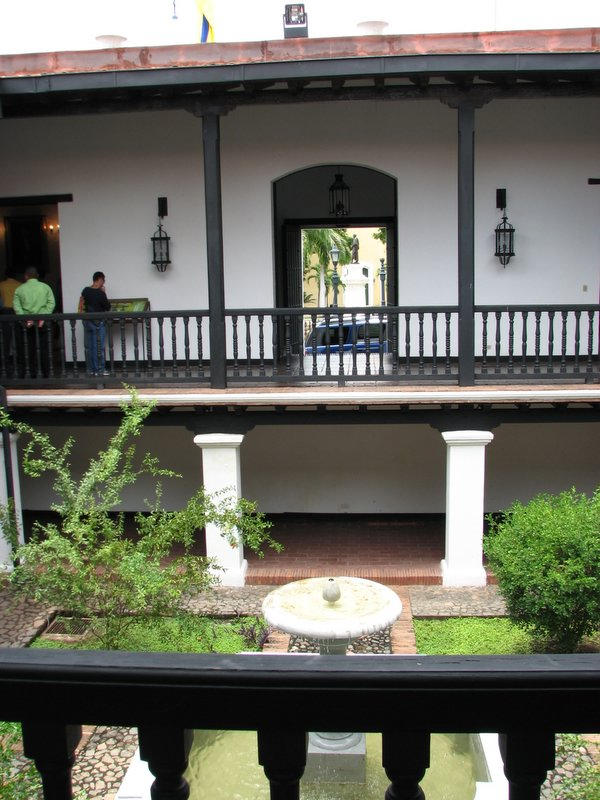
Interior central de la Casa del Congreso de Angostura.

En 1824 el vicepresidente de la Gran Colombia, Francisco de Paula Santander, ordenó que en la Casa se creara la sede del Colegio Nacional de Varones de Guayana, pero su orden no pudo cumplirse por razones burocráticas y pugnas sobre el uso y posesión del edificio entre el gobierno central y el provincial.
En diciembre de 1829 el vicario apostólico de la diócesis de Guayana, monseñor Mariano de Talavera y Garcés, logró tomar posesión de la casa gracias a una orden expedida por el Gobierno de Colombia. De inmediato la destinó a la enseñanza de clases de gramática latina, hasta 1831, cuando fue expulsado por negarse a jurar lealtad a la Constitución de Venezuela.
Poco después regresó y mantuvo pleito con el gobierno venezolano por la posesión de la casa, por lo que no fue sino hasta el 24 de junio de 1840 cuando la Casa del Congreso de Angostura se convierte, por fin, en sede oficial del Colegio Nacional de Varones de Guayana, uno de 13 planteles similares creados en todo el país durante la gestión del nuevo director de Instrucción Pública, José María Vargas.
Durante los siguientes 70 años pasó a convertirse en colegio federal, colegio universitario e incluso en la primera universidad de la región, la Universidad de Guayana, antes de volver al nivel de colegio y pasar a ser lo que hoy en día se conoce como el Liceo Nacional Fernando Peñalver.
En 1953, este edificio quedó en desuso por la mudanza del plantel educativo a una nueva sede y no fue sino hasta 1974 cuando se inició una restauración mayor. Poco después el entonces presidente de la Junta del Patrimonio Histórico de la Nación, Manuel Rivero, solicitó al Congreso Nacional declarar la Casa como propiedad de todos los venezolanos por su altísimo valor histórico, cultural y moral.

### Actualidad
En la actualidad funciona un museo (que además del patrimonio histórico conserva varias pinturas de artistas venezolanos), biblioteca y la sede del Archivo Histórico de Guayana, siendo un Monumento Histórico Nacional.
En el museo se conserva una importante colección de mobiliario de lujo típicos de las buenas viviendas de los siglos 18 y 19, de la que se destacan dos pianos de cola y una araña de cristal de bacará, traída desde Francia en 1840 y que actualmente ilumina el salón principal de la residencia. La colección artística del museo consta de pinturas sobre episodios y personajes históricos, con obras de Miguel Isaías Aristigueta, Pedro Lovera, Antonio Herrera Toro, Raúl Moleiro y Régulo Pérez.
Esta edificación, junto con la plaza Mayor, la catedral, la Casa de los Gobernadores y la Casa Real de la Intendencia, conforma lo que se denomina el "Cuadrilátero Histórico de Ciudad Bolívar", siendo los edificios patrimoniales más importantes de la ciudad.

## Archivo Histórico de Guayana
Es una dependencia de la Secretaría de Cultura de la Gobernación del estado Bolívar y actualmente está gerenciado por la Lic. Adriana Jiménez. En el archivo se conservan más de 550.000 folios de documentos, que datan desde 1817 a la fecha, entre ellos ejemplares de diarios como "El Correo del Orinoco", "El Boliviano", "El Liberal"; publicaciones oficiales; mapas y croquis de la región entre 1818 y 1970. Se conservan además partes de dos antiguas imprentas, traídas desde Estados Unidos.